# 表演型人格障碍
，是以行为戏剧化为主要特点的一种人格障礙。患者常以感情用事、夸张言行吸引他人注意。女性更常被诊断为此障碍；而有学者认为男女真实患病率没有显著差异。
表演型人格障碍目前主要由美国精神医学会在《精神障碍诊断与统计手册》（最新版为DSM-5-TR，2022）中定义，属B类群人格障碍（夸张或不稳定型）；世界卫生组织《国际疾病分类》第10版（ICD-10）曾收录了这种障碍，但ICD-11（2022）已删去所有的具体人格障碍诊断。

## 名称
表演型人格障碍旧称癔症型（性）人格障碍（又译歇斯底里性人格障碍）、心理幼稚型人格障碍（psychoinfantile personality disorder）、寻求注意型人格障碍等。现英文名“histrionic personality disorder”中“historic”一词对应的原意为“（行为、举止等）过分戏剧化的；做作的；矫揉造作的”，常作贬义，如“histrionic gesture”意为“忸怩作态”。

## 症状与诊断标准
在DSM-5-TR中，诊断标准为：

一种过度情绪化和追求注意的普遍模式，起始不晚于成年早期，存在于各种背景下，表现为下列5项（或更多）症状：
1. 在不能成为他人注意中心时，感到不舒服（以及或价值感减少）；
2. 与他人交往时往往带有不恰当的性诱惑或调情挑逗行为；
3. 情绪、感受变换迅速且表浅；
4. 总是用身体外表来吸引他人注意（例如花很多时间金钱在清洁、头发打扮和昂贵衣物上）；
5. 言语风格是凭印象的（impressionistic，基于主观感受），缺乏细节或事实；
6. 表现为自我戏剧化、舞台化或夸张的情绪表达（即使与不太熟的人在一起，也会当众展示如不停抽泣、大发雷霆等伴有极端感受的行为）；
7. 易受暗示，即容易被他人或环境影响（而摇摆不定）；
8. 认为与他人的关系比实际上的更为亲密（想与他人尽可能亲密地交往，认为自己比实际上更有价值）。

表演型人格患者爱表现自己，不停追求被他人赞赏及以自己为注意中心的刺激活动，可能凭热情开放使新朋友觉得他们有魅力。但这一印象并不能持久，因为他们将自己的需要看得比别人更有价值，总是要求成为关注焦点，否则就会做些戏剧性的事情（如编造故事、夸张情绪）来强行引起注意；若不能成为注意焦点就会抑郁不安。不仅仅是对有性兴趣的人，他们在普通社交背景包括工作关系下也可能对人进行性诱惑或性挑逗，给人“轻浮”的感受。由于过度追求外表，他们很容易因为他人对自己形象的批评而懊恼。表演型人格患者言语风格过度追求使人印象深刻，会戏剧性地表达强烈见解，但根本没有具体论据支撑。他们喜怒哀乐均形于色，爱发脾气，情绪过于公开夸张、表情过于丰富多样，可能令朋友熟人也觉得尴尬；然而他们的情绪散得很快，情感体验肤浅，很容易让人责备是“虚伪做作”。表演型人格患者的观点易受时尚影响，他们依赖“直觉”，过度相信他人，常常莫名觉得他们见到的“强大的权威人物”可以神奇解决他们的问题。表演型障碍患者只关注当下、难以延迟满足，追求新颖、厌倦日常；他们放纵自我，易受感情伤害，为满足需要常不择手段，在欲求不满和欲望实现的过程中消耗自己。
同其他人格障碍相比，表演型人格障碍对患者整体心理功能的影响相对较轻，不过在人际交往方面的缺陷仍非常明显。他们倾向于“社交支配”，整个谱系包括从“暖性支配”（warmer dominance）的一段到“冷性支配”（colder dominance）的一端。前者如追求成为注意焦点、爱出风头（exhibitionistic）等，后者如傲慢、霸道、挑衅等。从表演型障碍患者比其他人离婚或从未结婚的频率更高来看，他们的亲密关系显然受到了影响。他们和同性朋友的关系也常受损害，因为他们喜欢“性挑逗”异性的社交风格对同性来说可能是种威胁，也因为他们持续要求关注。他们会带着极大的热情开始从事一份工作或某项任务，但很快消退；也会在人际关系方面喜新厌旧，永远在追求令他们激动的下一段新的关系。
表演型人格障碍患者和躯体形式障碍患者一样常夸大身体问题，比常人更常就医；他们也比常人更常作出自杀姿态与自杀行为，以胁迫得到关注与照顾。表演型人格患者通常由于抑郁或焦虑问题而寻求治疗。

### 鉴别诊断
表演型人格障碍和边缘型人格障碍有诸多相似之处，如变化无常的情绪、热烈又不稳定的人际关系等等，但也有一些重要区别：边缘型人格患者常极度依赖他人，但表演型人格患者只是追求关注和赞美；边缘型人格患者有慢性的深刻的空虚感、身份认同紊乱、更多的自杀未遂以及短暂精神病发作，但表演型人格患者一般没有达到这种严重程度。
表演型人格障碍同反社会型人格障碍一样具有冲动、肤浅、寻求刺激、鲁莽、诱惑、支配等特征，但反社会型人格操纵他人往往单纯欲求权力与利益，表演型人格则主要为获得关爱。表演型人格还有明显的情感夸张的特征，这是反社会型人格所没有的；表演型人格患者也并不一定参与反社会行为。
表演型人格障碍也与自恋型人格障碍一样渴望注意，但自恋型人格总是表现为高人一等的“优越感”，表演型人格患者则并不反感被看作是脆弱或依赖的，只要能得到关注。自恋型人格患者强调与他人的亲密通常不是像表演型人格患者那样只为使关系本身更加密切，而是为了强调自己与高社会地位或拥有财富的人群的关系。

## 流行病学
对表演型人格障碍的流行病学研究或总结等得到的盛行率数据有：0.9%（对5项研究的总结，其中4项调查地是美国）、1.8%（2001—2002年美国流行病学调查）、1.3~3%（《中国大百科全书》说法）、2%~3%（美国调查）等等。
女性比男性更常被诊断为表演型人格障碍，但有学者认为男女真实患病率可能没有显著差异。中国的流行病学调查既有男女无显著差异的结果，也有女性多于男性的结果。

## 病因
文献显示，早在古希腊，就有哲学家对表演型人格进行了探讨，但时至今日，仍几乎完全没有找到表演型人格障碍的病因（及治疗方式）。
家族史研究似乎显示表演型人格障碍在家族中聚集，且同时伴有边缘型人格障碍、反社会型人格障碍和躯体形式障碍，并不清楚这是由遗传还是环境导致。另一项研究提示表演型人格障碍可能有较高的遗传度（达0.67）。

## 治疗
目前并没有可靠的治疗表演型人格障碍的方式。
药物治疗无法改变人格结构。若表演型人格患者发展出现实感丧失与过度幻想等症状，则可用小剂量抗精神病药（如氟哌啶醇、利培酮等）治疗这些症状；抑郁焦虑等也可用影响5-HT等的相应药物予以缓解。但对表演型人格本身基本没有作用。
心理治疗表演型人格也仍未得到实证检验。目前应用的疗法有：认知行为疗法，帮助患者形成不依赖他人赞同的人生目标与计划，增加日常适应性行为；心理动力学疗法，帮助患者释放被压抑的情绪和需要，并学会用社会认可的方式表达；等等。认知行为疗法已表明对抑郁和人际困难有一定程度的改善作用。
伴有自杀和攻击行为的表演型人格障碍常需住院治疗。

## 预后
预后欠佳。